# Водяной уж
Водяно́й уж (лат. Natrix tessellata) — вид змей из рода настоящие ужи семейства ужеобразные, распространённый в Южной Европе и в Передней и Центральной Азии. Обитает вблизи водоёмов, где охотится на рыб и земноводных.
Может образовывать гибриды с обыкновенным и гадюковым ужами, но потомство получается маложизнеспособным.
На приазовских и крымских лиманах часто охотится на бычков, за что получил прозвище «бычколов».

## Описание
Крупная змея длиной тела до 140 см. Хвост короче тела примерно в 5—6 раз. Наиболее обычные размеры половозрелых особей — до 80 см у самцов и 98 см у самок. Голова уплощённая, с заострённой мордой.

### Окраска
Верхняя сторона тела оливкового, оливково-серого, оливково-зелёного, оливково-бурого, коричневатого, или, крайне редко красновато-оранжевого цвета, обычно с тёмными, расположенными в более или менее шахматном порядке пятнами или узкими поперечными полосками на спине. В редких случаях пятна образуют по бокам спины 2 продольные пунктирные или сплошные линии до хвоста. На затылке, в отличие от ужа обыкновенного (лат. Natrix natrix), не имеет характерных оранжево-жёлтых височных пятен. На их месте есть V-образное чёрное пятно, обращённое вершиной вперёд. Не редки и одноцветные особи без рисунка. У взрослых самцов при жизни брюхо часто розово-красное или оранжево-жёлтое, а у самок оранжевое или оранжево-жёлтое с тёмными, более или менее прямоугольными пятнами. Бывают и полностью чёрные особи. Так, на Кавказе нередко встречаются особи-меланисты, особенно на верхнем высотном пределе распространения (оз. Севан), не относящиеся к самостоятельным формам с таксономическим рангом.

### Особенности щиткования
Межносовые щитки более или менее треугольные. Шов между межчелюстным и первым верхнегубным значительно длиннее шва между межчелюстным и межносовым. Верхнегубных щитков обычно 8, предглазничных — 2 или 3 (крайне редко 1 или 4), заглазничных — 3 или 4 (очень редко 5). Вокруг тела 19 чешуй. Брюшных щитков 162—189 у самцов и 164—197 у самок. Подхвостовых щитков 60—86 у самцов и 47—70 у самок. Как туловищная, так и хвостовая чешуя с сильноразвитыми рёбрышками.

## Распространение

### Ареал
Типовая территория: Истрия, Хорватия (ранее Италия).
Водяной уж широко распространён от юго-западной Франции, долины р. Рейн и восточной части Северной Африки на западе через центральную и южную Европу, Малую, Переднюю и Среднюю Азию до Персидского залива, Афганистана, Пакистана и северо-западной Индии на юге, Центральной Азии (северо-западный Китай) на востоке. На Ближнем Востоке населяет Ирак, Сирию, Иорданию, Израиль, дельту р. Нил. Известна изолированная популяция в Йемене. На территории бывшего СССР водится на побережье Чёрного моря в России и на Украине, в Крыму, Предкавказье и Закавказье, а также в Средней Азии и Казахстане. В Таджикистане отсутствует только на восточном Памире, в Туркменистане встречается на побережье и островах Каспийского моря, в долинах рек Сумбар и Атрек, около мелких речек и ручьёв Копетдага и Кугитангтау, в долинах рек Теджен, Мургаб и Амударья.

### Места обитания
Сильно связан с водоёмами (как солёными, так и пресными), где проводит гораздо больше времени, нежели обыкновенный уж. Прекрасно плавает, легко противостоит течению, может долго находиться под водой.

## Биология и экология
Главными врагами ужей являются хищные птицы и млекопитающие, а также щуки, ряд змей (например, оливковые и узорчатые полозы и некоторые другие), и человек, по незнанию принимающий его за гадюку.
Активны в светлое время суток, особенно утром и вечером, когда они охотятся. Большую часть времени проводят в воде. На ночь выходят на берег. Днём часто греются на солнце, свернувшись в заломах тростника. Максимальный известный возраст, установленный методом скелетохронологии, составляет 15 лет у самок и 11 лет у самцов.

### Питание
Большую часть рациона составляет рыба. При этом на северных границах ареала, в Самарской области, водяные ужи предпочитают инвазионные виды рыб, такие как бычок-кругляк, бычок-цуцик, бычок-головач и ротан. Помимо рыб питается головастиками и взрослыми бесхвостыми амфибиями, особенно часто весной и осенью. Изредка поедают также песчанок, мышей, полёвок, иногда новорожденных ондатр и птиц. Известны случаи обнаружения в промытых желудках водяных ужей обыкновенного прудовика и обыкновенной гадюки. Заглатывает пойманную добычу на берегу, где имеет твёрдую опору, всегда начиная с головы. Если добычу проглотить не получается из-за большого размера, оставляет её на берегу.
У змей разных возрастов отличаются стратегии охоты: так, самки охотятся на большей глубине, чем самцы, а ювенильные особи предпочитают ловить мальков на мелководье.

Питание водяного ужа
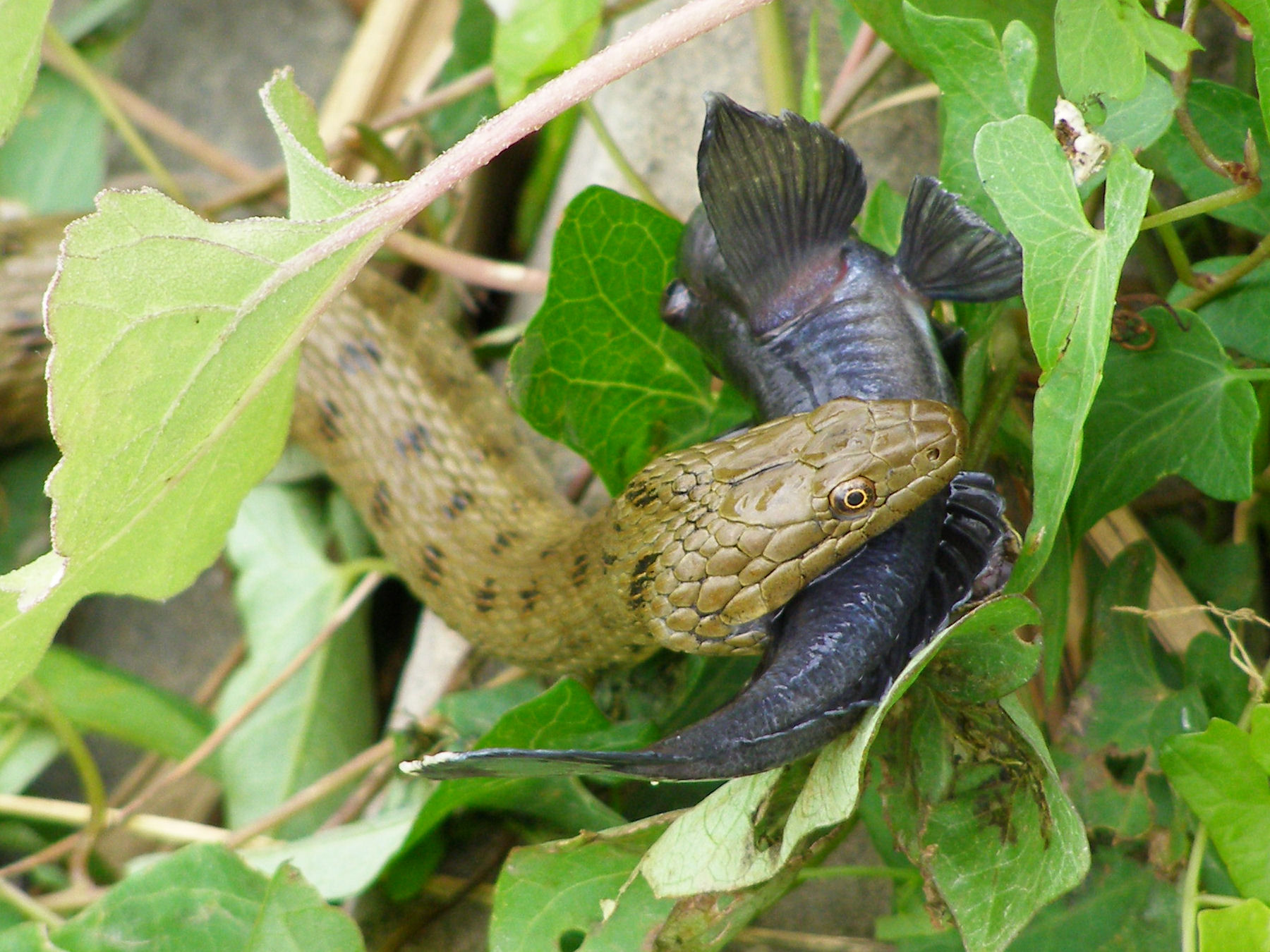
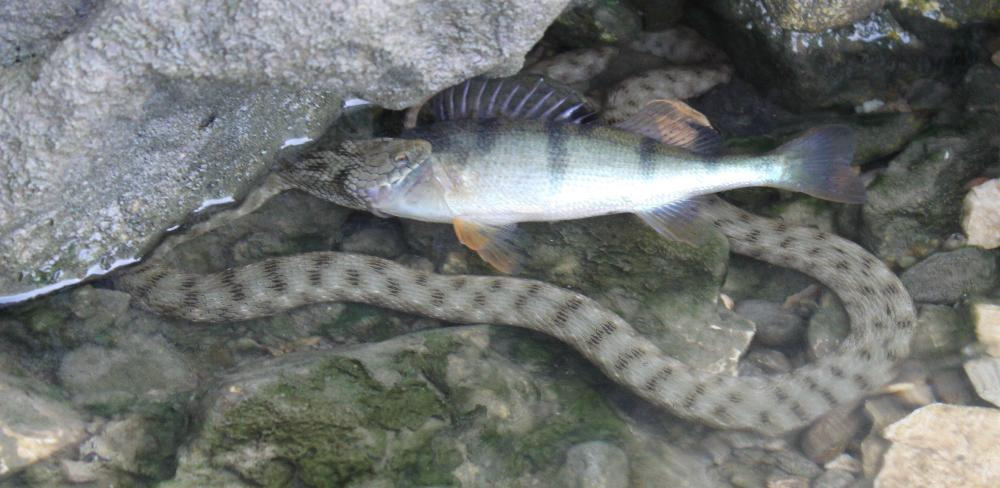
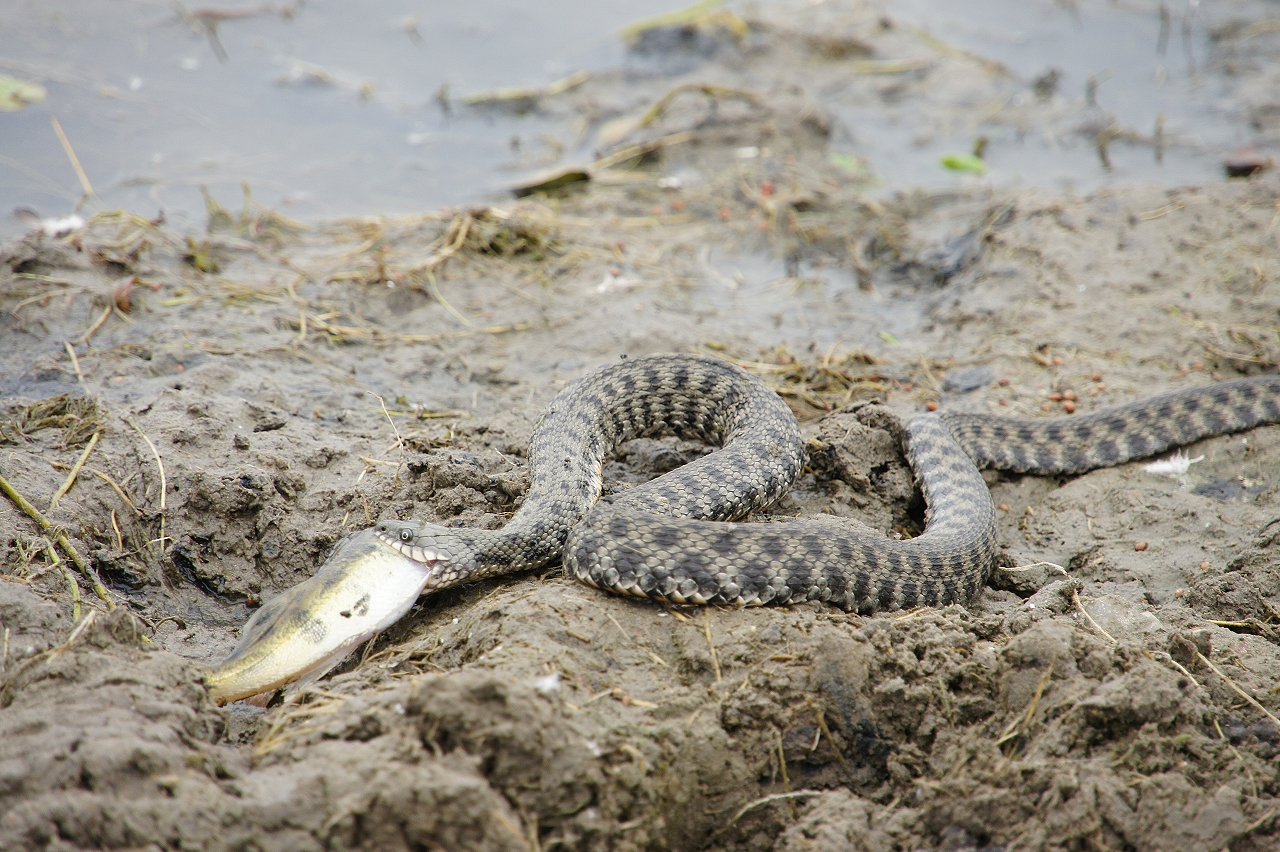

### Зимовка
Активны до конца октября — ноября. В качестве убежищ на зиму используют норы грызунов по берегам водоёмов, трещины в почве, расщелины камней. Зимуют чаще большими скоплениями, нередко и с другими змеями. Такие скопления могут насчитывать до 200 змей разного пола и возраста. Обычно из года в год используют одни и те же места для зимовки. Весной выползают из убежища и прогреваются на солнце, свернувшись клубком, к вечеру снова скрываются в убежищах. С потеплением становятся активнее и расселяются в места летнего обитания.

### Линька

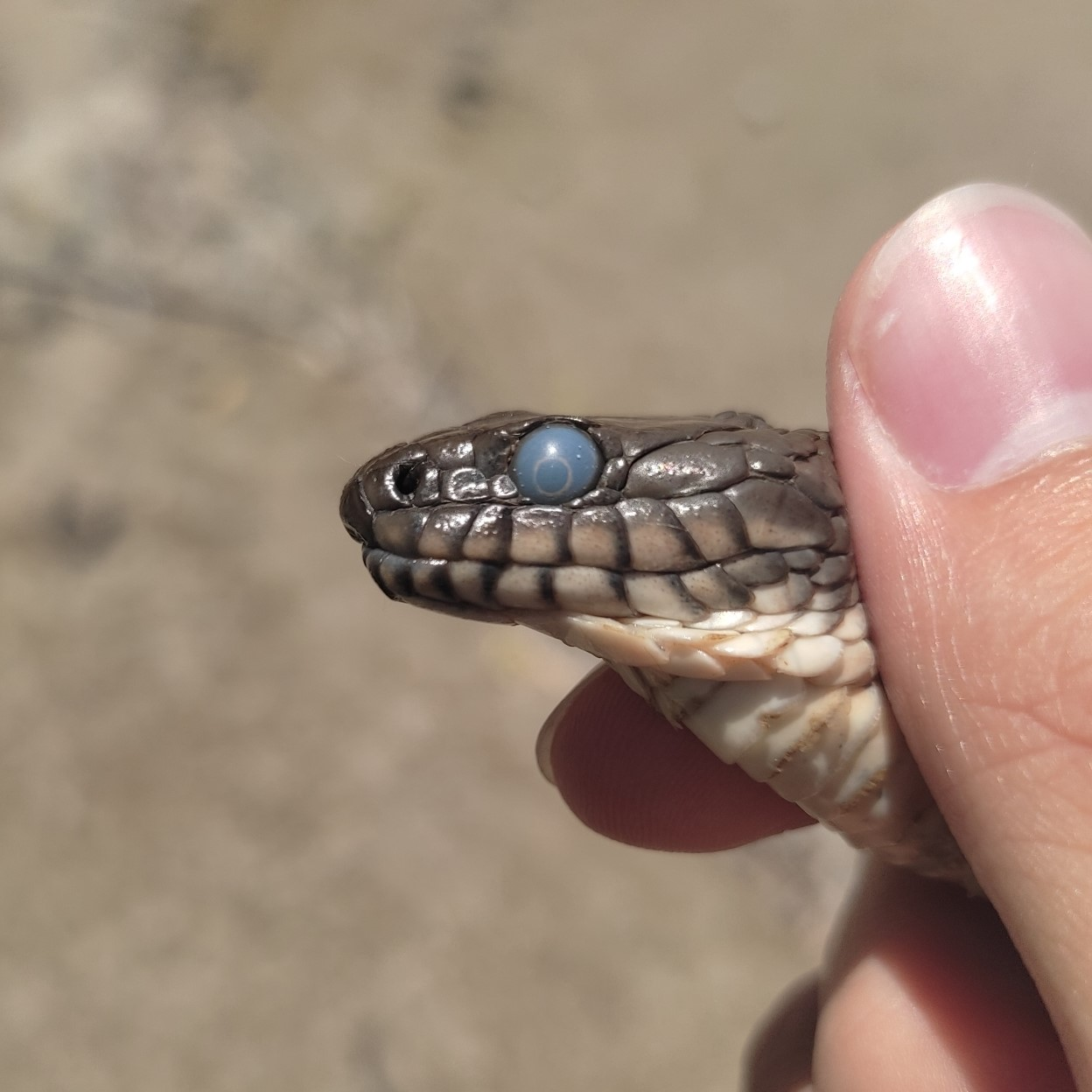
Голова линяющего водяного ужа

В год проходит не менее 4 линек у взрослых особей и не менее 5 — у ужей возрастом около года. В ходе неё глаза у ужей мутнеют, а тело приобретает молочно-белый цвет, что объясняется формированием нового рогового слоя кожи. Сбрасывать старые покровы водяной уж может не только на суше, но и в воде.

### Размножение
Половой зрелости достигают на 3—4 году жизни при длине тела не менее 46 см. Спаривание происходит в начале — середине апреля. В конце июня—июле самка откладывает 4—18 яиц размером 15—16×32—35 мм. Молодые змеи длиной 14—18,5 см выходят из яиц в середине августа — начале сентября.

## Водяной уж и человек
Попадаются в рыболовные сети. Могут наносить ущерб рыбопитомникам и нерестово-выростным хозяйствам.
До 40-х годов XX века на Каспийском побережье ежегодно заготавливали до 30 тыс. шкур водяного ужа. В 1931—1932 гг. на Апшеронском полуострове (Азербайджан) было отловлено 60 тыс. ужей, а в 1935 г. — 11 тыс..
Водяной уж не агрессивен, при виде человека он обычно старается скрыться в воде или в укрытии. Обороняется уж выделением сильно пахнущего трудносмываемого вещества и шипением. Укусы крайне редки. Для человека они практически не представляет никакой опасности, в редких случаях в ранки может попасть инфекция. Однако это не мешает местному населению и туристам активно истреблять водяных ужей, называя их «шахматными гадюками» или «гибридами ужа и гадюки» и ошибочно считая ядовитыми. Рассказы о якобы реальных случаях отравления в результате укуса водяного ужа в большинстве своём являются, видимо, следствием неспособности большинства людей отличить водяного ужа от обыкновенной гадюки. Гибридизация ужа и гадюки невозможна, поскольку эти змеи относятся к разным семействам.

## Галерея

Водяной уж (Natrix tessellata)
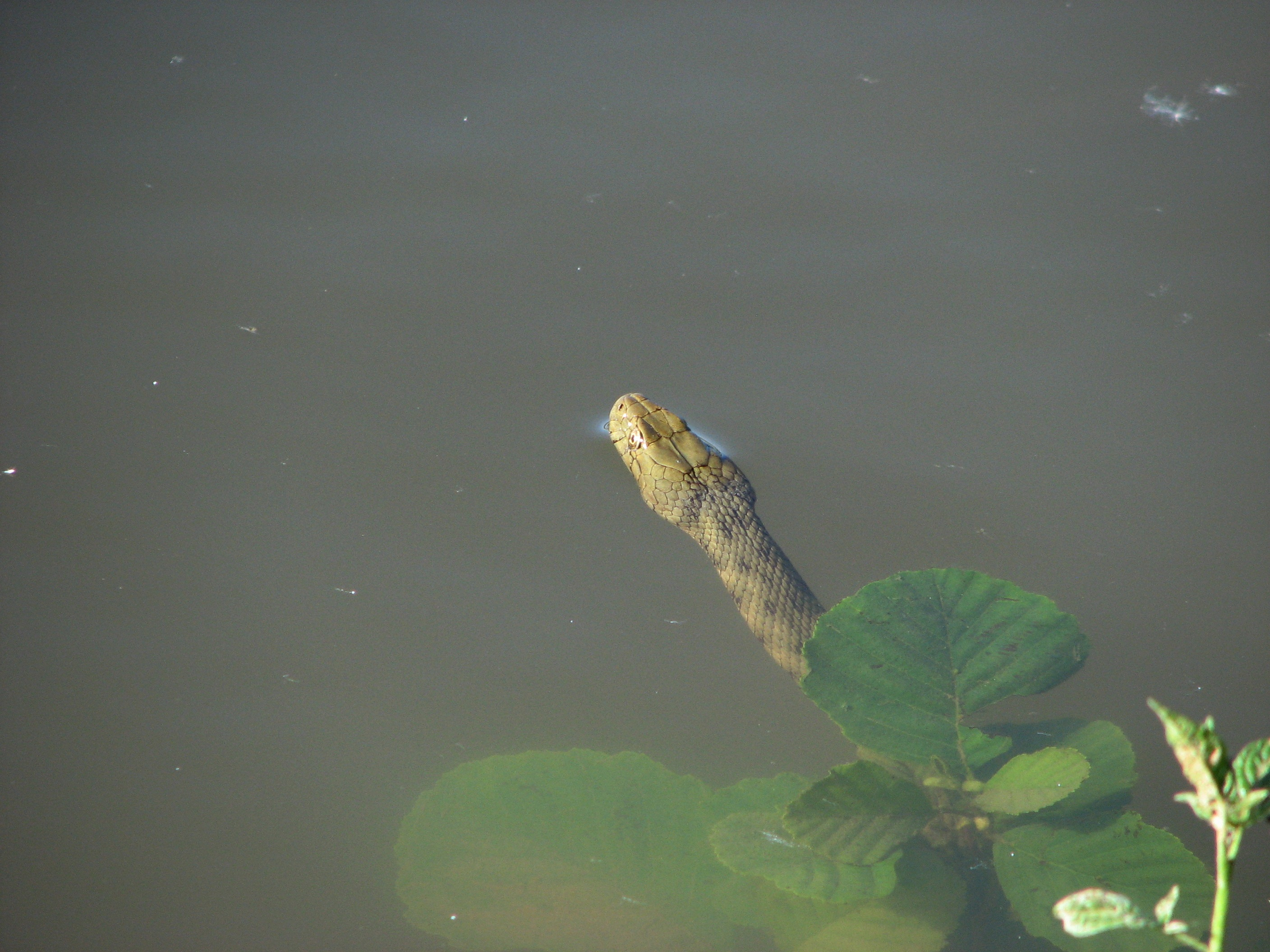
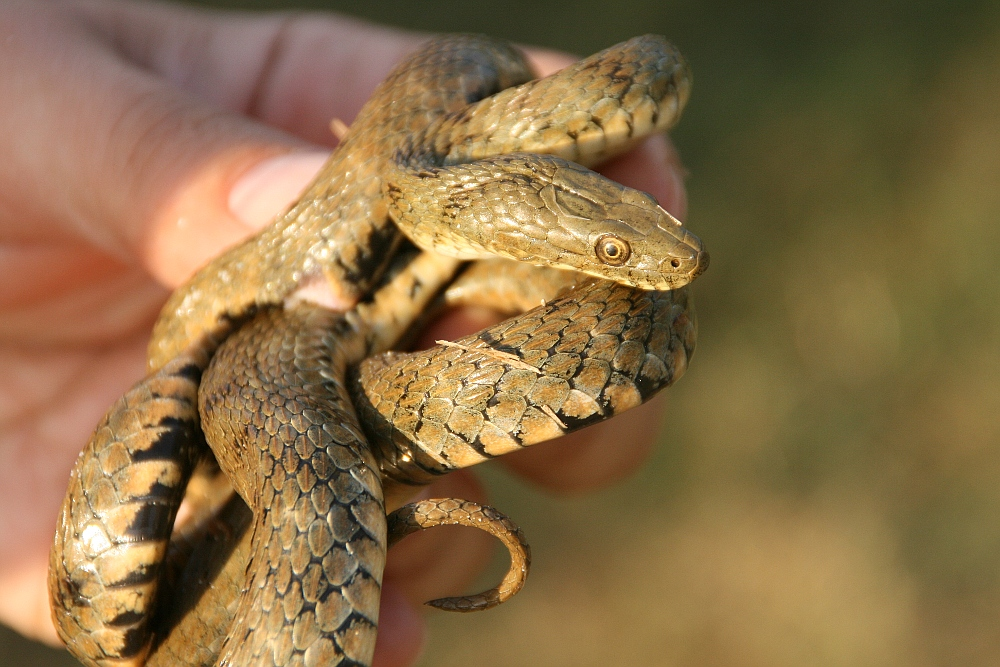
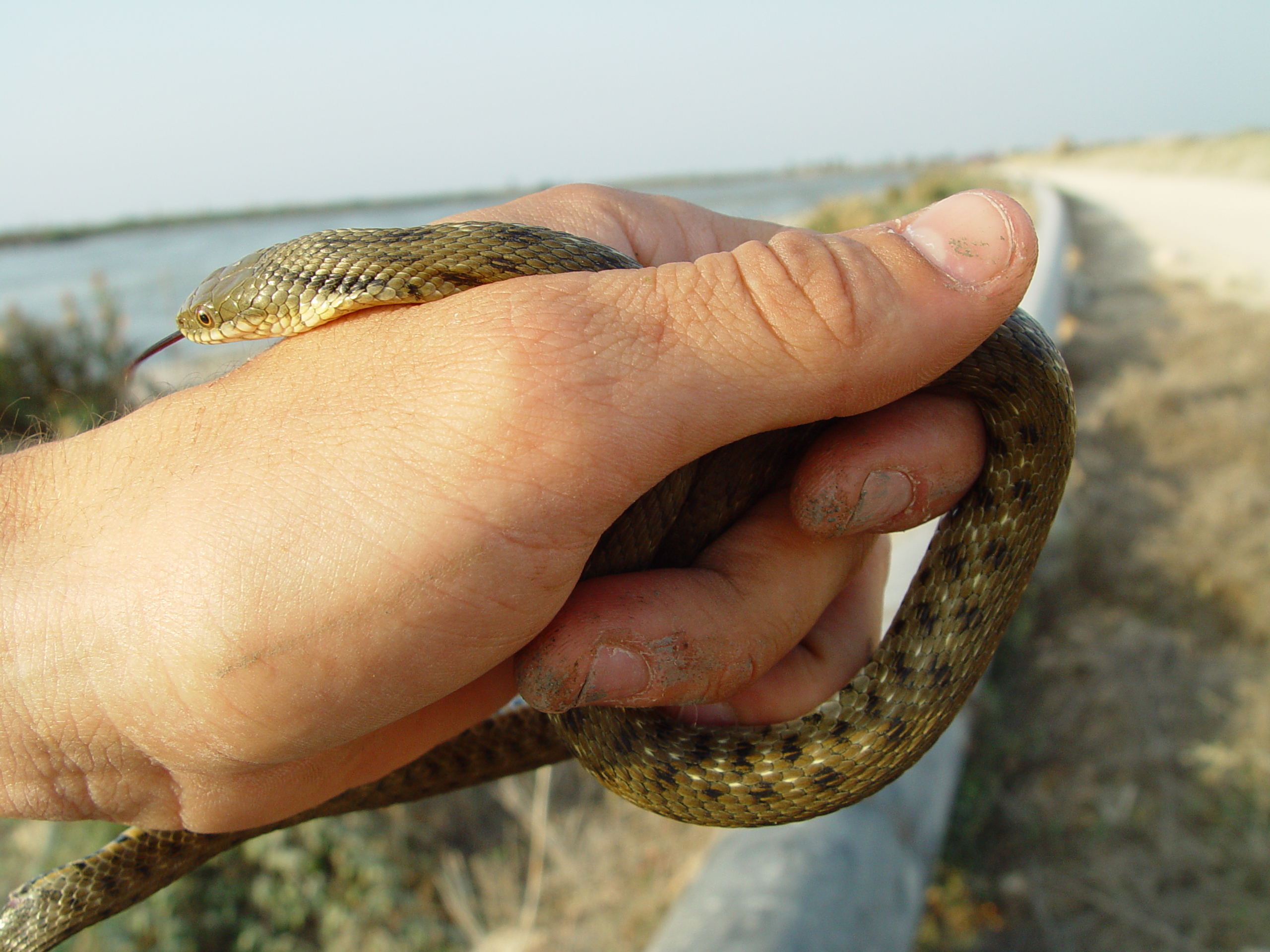